# Biserica Ortodoxă Ucraineană din SUA
Biserica Ortodoxa ucraineana din SUA (ucraineană Українська Православна Церква у СШАУкраїнська Православна Церква у США, engleză Ukrainian Orthodox Church of the USA) — self-managing biserica Ortodoxă din cadrul Patriarhiei Constantinopolului.
Biserica ortodoxa ucraineana din SUA are 115  parohii, 2 mănăstiri si 5 misiuni. Biserica Ortodoxa Ucraineana din Marea Britanie este condusa de către episcopul Ioan (Деревянки). Biserica are propriile parohii în Australia și Noua Zeelandă, fiind conduse de preotul Protopop Nicolae I.
Biserica ortodoxă ucraineană din SUA primește din partea Patriarhiei Constantinopolului sfântul și marele mir, iar episcopii aleși sunt confirmați de către patriarhul ecumenic.